# Palatul Regal din Caserta

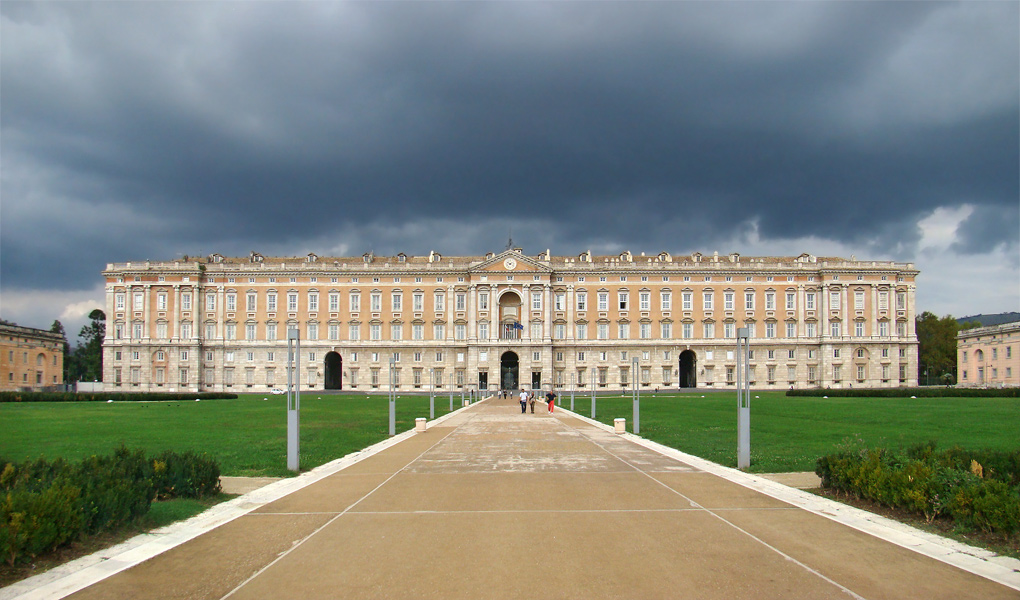
Palatul Regal

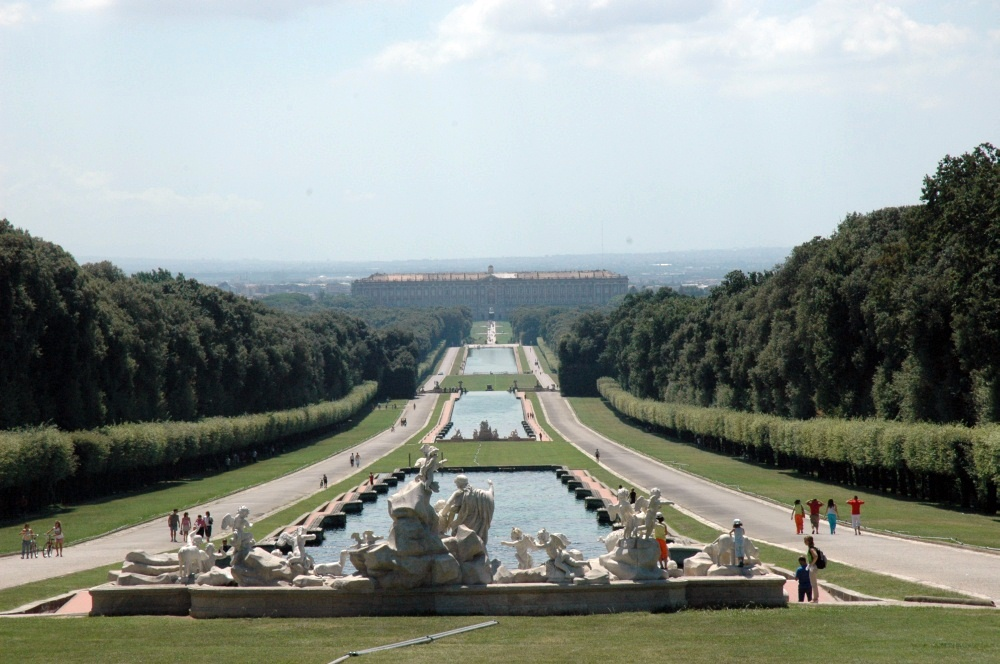
Palatul văzut din parc

Palatul Regal din Caserta (în italiană Reggia di Caserta) este vechiul palat al regilor Regatului Celor Două Sicilii în orașul Caserta, situat la nord de Napoli. Palatul a fost proiectat de arhitectul italian Luigi Vanvitelli la mijlocul secolului al 18-lea pentru regele spaniol Carol al III-lea, care sub numele de Carol al VIII-lea era rege al regatelor Neapolelui și Siciliei. Construția a durat între 1752-1780 și a fost terminată sub conducerea fiului lui Vanvitelli, Carlo. Clădirea are dimensiuni impresionante: 250 m x 190 m, 200 de săli, 34 de scări, 1970 ferestre. A fost conceput pentru a rivaliza cu palatul din Versailles și palatul regal din Madrid. Palatul dispune și de un parc impresionant cu nenumărate „piese de apă”: bazine, fântâni monumentale, cascade (între care se numără și cea a Dianei, având 78 m înălțime). Palatul regal din Caserta, cu parcul, apeductul Vanvitelli și complexul San Leucio, au fost înscrise în anul 1997 pe lista patrimoniului cultural mondial UNESCO.
Palatul Regal din Caserta este una dintre cele mai mari reședințe regale din lume cu peste 1 milion m³ și acoperind o suprafață de aproximativ 160 000 m².

## Lista Patrimoniului Mondial UNESCO
Palatul a fost catalogat ca un patrimoniu mondial în 1997. Potrivit rațiunii, palatul, "în timp ce este aruncat în aceeași matriță ca și în alte unități regale din secolul al XVIII-lea, este excepțional pentru amploarea designului său, încorporând nu numai un palat impunător și parc, dar și o mare parte a peisajului natural înconjurător și un oraș nou ambițios stabilit în conformitate cu preceptele de planificare urbană ale timpului său ".

## Galerie

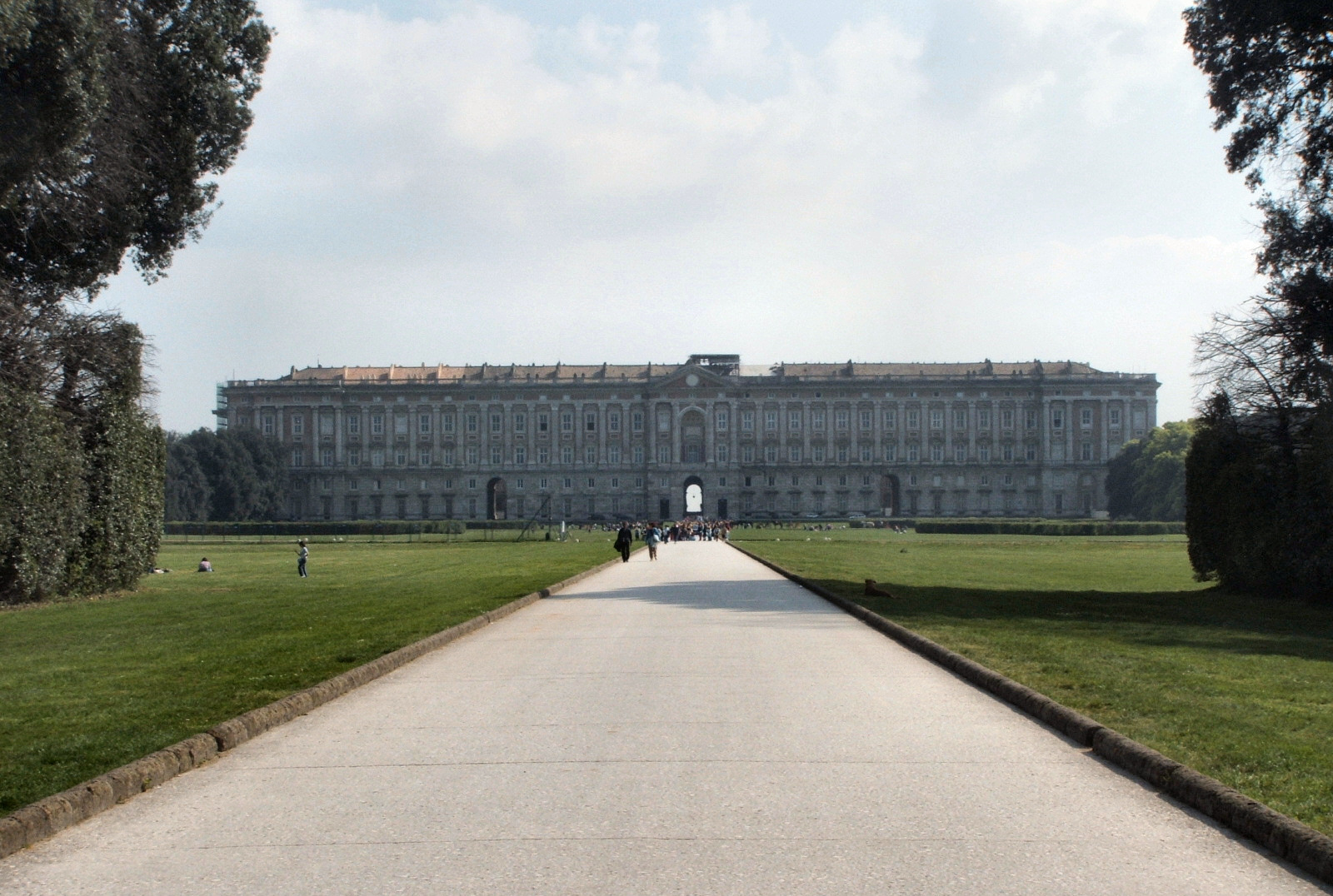
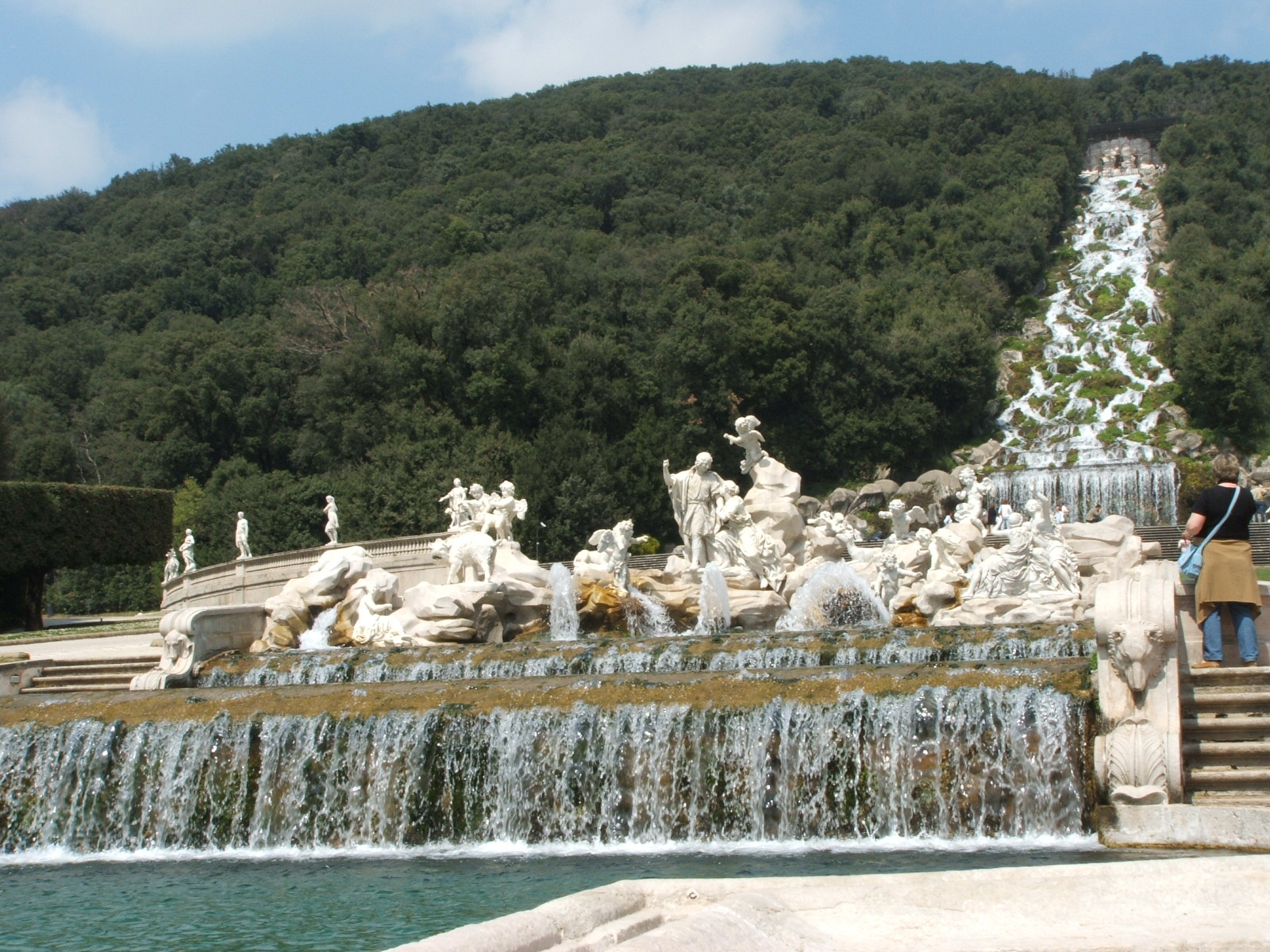
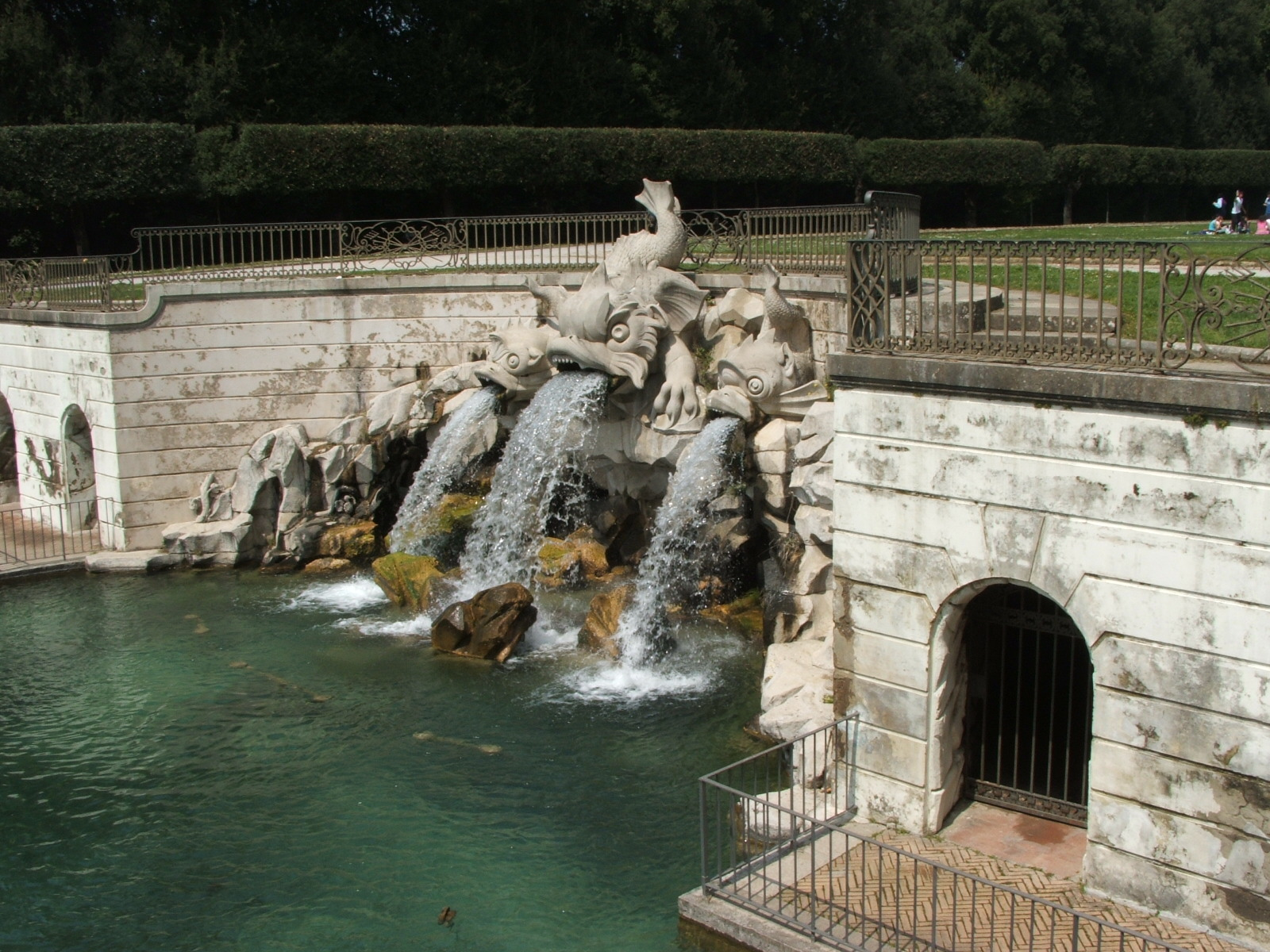
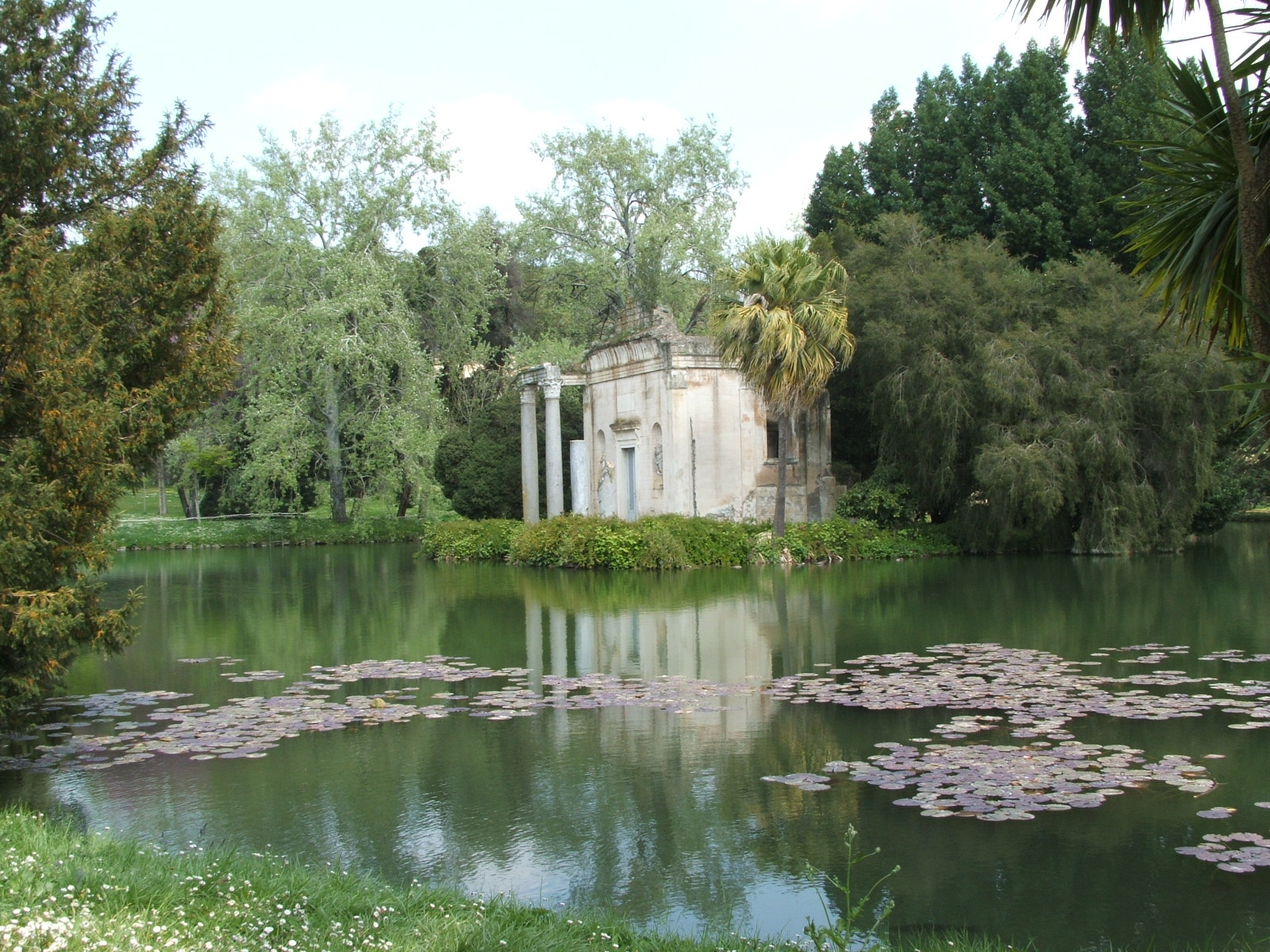
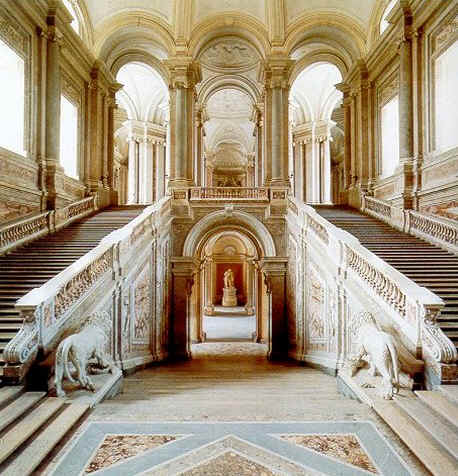
Scara principală
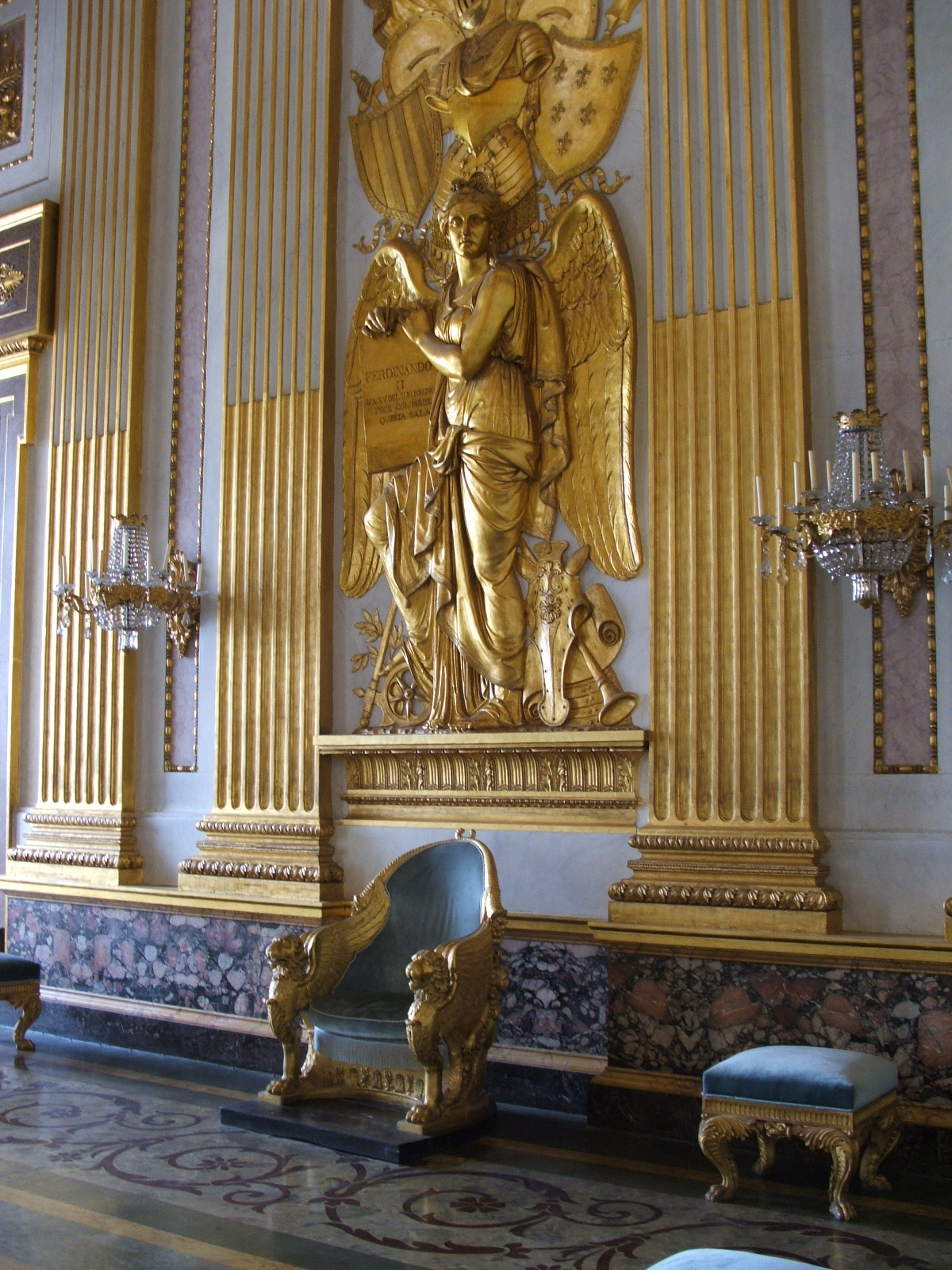
Tronul
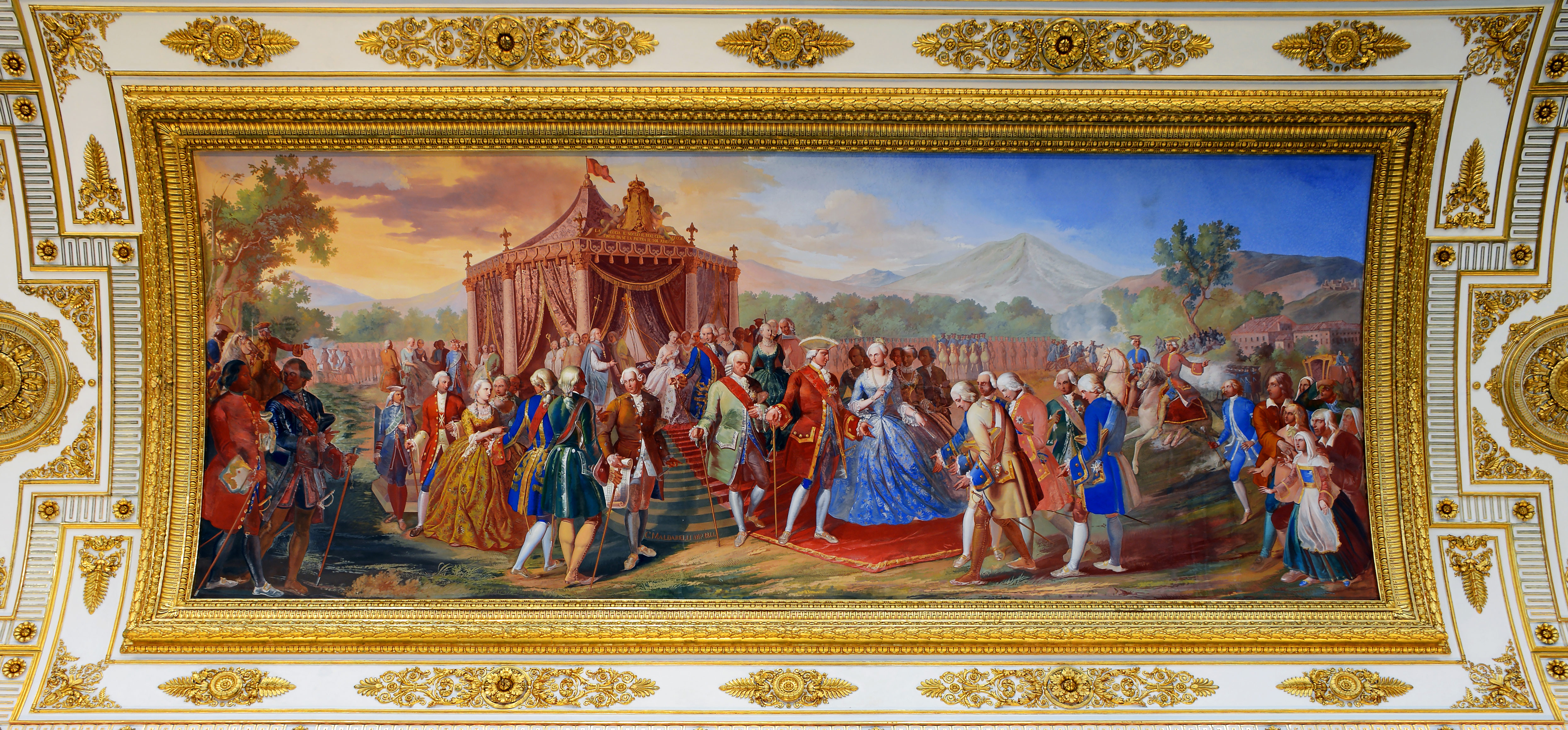